# Himatión

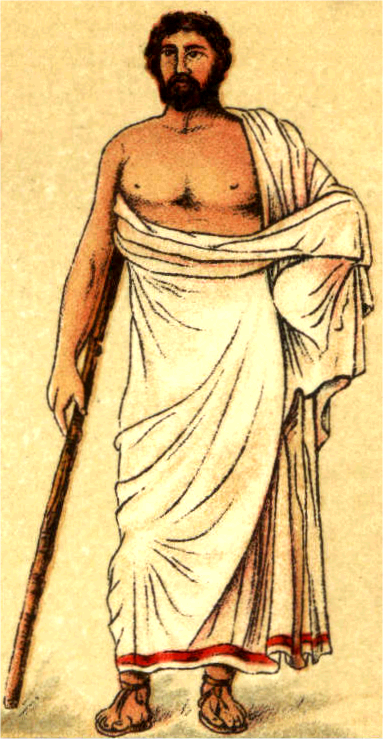
Ejemplo de himatión.

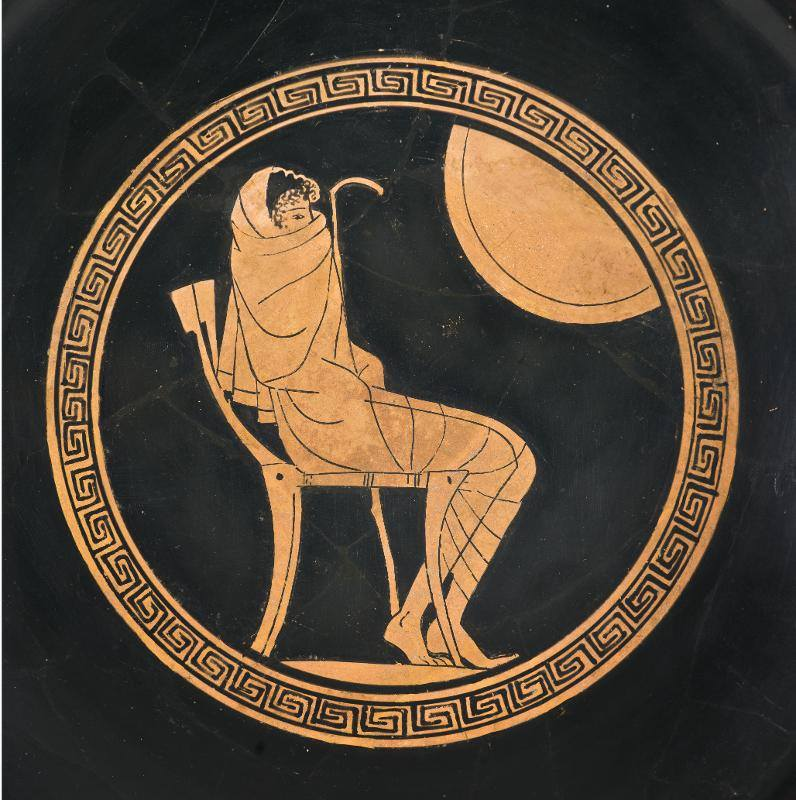
Aquiles sentado envuelto en un himatión (c. 500 a. C.).

El himatión (en griego antiguo: ἱμάτιον, himátion) fue una vestimenta de la Antigua Grecia. Era un manto amplio y envolvente, una especie de chal. Se llevaba sobre el propio cuerpo o más habitualmente encima de un quitón. 
Se envolvía o enrollaba sobre un hombro y no contaba con una atadura o fijación, a diferencia de la clámide. 
Cuando el himatión se llevaba solo (sin quitón) y servía tanto como quitón y como manto, se le llamaba aquitón.
Al final de la República romana el himatión era el manto habitual de los romanos, ya que era más práctico que la pesada y voluminosa toga, y le dieron el nombre de palio.
El himatión continuó usándose en la época bizantina, sobre todo como vestimenta iconográfica de Cristo, la Virgen María y otras figuras bíblicas, aunque parece que todavía se usaba en la vida real, sobre todo por hombres mayores con un estatus relativamente bajo.